# Giorgio Rochat
Giorgio Rochat (Pavia, 4 aprile 1936 – Torre Pellice, 19 ottobre 2024) è stato uno storico e biografo italiano.
Esperto di storia militare, dal 1980 tenne la cattedra di Storia contemporanea presso l'Università degli Studi di Torino. Fu docente anche presso gli atenei di Milano e Ferrara.

## Biografia
Allievo di Piero Pieri a Pavia, scrisse con lui una biografia di Pietro Badoglio e si dedicò in seguito a ricerche sulla politica militare italiana nel ventesimo secolo, pubblicando diversi saggi sulla preparazione dell'esercito italiano alla vigilia della prima guerra mondiale, sull'antimilitarismo socialista nel primo dopoguerra, sul ruolo di Mussolini come capo delle forze armate, sulle vicende dell'esercito italiano nella campagna di Russia.
Dal 1978 al 1996 Rochat fu membro del direttivo dell'Istituto nazionale per la storia del movimento di Liberazione in Italia, di cui fu poi presidente per quattro anni.  Dal 1981 al 1989 ricoprì la carica di vicepresidente del Centro interuniversitario di studi e ricerche storico-militari. Dal 1990 al 1999 fu presidente della Società di studi valdesi a Torre Pellice.
Curò la stesura di alcuni capitoli della Storia d'Italia edita da Einaudi. Fu autore di una dettagliata biografia sul gerarca fascista Italo Balbo, pubblicata nel 1986 da UTET. Qui l'autore ripercorse gli anni giovanili di Balbo a Ferrara, la sua attività di organizzazione dello squadrismo fascista, senza trascurare le supposte responsabilità dirette di quello che diverrà poi ministro dell'Economia, e in seguito dell'Aeronautica, riguardo all'uccisione di don Giovanni Minzoni.
Assieme a Mario Isnenghi realizzò l'approfondita disamina La Grande Guerra, 1914-1918, pubblicata nel 2000. Nella sua attività di storico pubblicò numerosi libri sulla storia italiana, in prevalenza del XX secolo.

## Opere

### Libri
- L'esercito italiano da Vittorio Veneto a Mussolini (1919-1925), Prefazione di Piero Pieri, Bari, Laterza, 1967.
- Militari e politici nella preparazione della campagna d'Etiopia 1932-36, Milano, 1971.
- Il colonialismo italiano: la prima guerra d'Africa, la guerra di Libia, la riconquista della Libia, la guerra d'Etiopia, l'Impero, Collana Documenti della Storia n. 1, Torino, Loescher, 1973.
- Pietro Badoglio, con Piero Pieri, Torino, UTET, 1974. - Collana Oscar Storia, Mondadori, 2002.
- L'Italia nella prima guerra mondiale. Problemi di interpretazione e prospettive di ricerca, Milano, Feltrinelli, 1976.
- Breve storia dell'esercito italiano dal 1861 al 1943, con Giulio Massobrio, Torino, Einaudi, 1978.
- Italo Balbo aviatore e ministro dell'Aeronautica 1926-1933, Ferrara, Bovolenta, 1979.
- Gli Arditi della Grande Guerra. Origini, battaglie e miti, Collana I nuovi testi, Milano, Feltrinelli, 1981. - Editrice Goriziana, 1990; LEG, 2017.
- Balbo, Collana La vita sociale della nuova Italia, Torino, UTET, 1986-2003.
- L'esercito italiano in pace e in guerra: studi di storia militare, Istituto Editoriale di Bibliofilia e Reprints, 1991.
- La Grande Guerra, 1914-1918, con Mario Isnenghi, La Nuova Italia, 2000. - Sansoni, 2004; Il Mulino, 2008.
- Duecento sentenze nel bene e nel male. La giustizia militare nella guerra 1940-1943, Collana Storica, Gaspari, 2002.
- Le guerre italiane 1935-43. Dall'Impero alla disfatta, Torino, Einaudi, 2005.
- Regime fascista e Chiese evangeliche, Torino, Editrice Claudiana, 2000, ISBN 978-88-7016-130-4.

### Curatele e miscellanee
- L'antimilitarismo oggi, Torino, Claudiana, 1973.
- Fascismo e società italiana, Collana Piccola Biblioteca n.200, Torino, Einaudi, 1973.
- Giulio Douhet. Scritti 1901-1905, a cura di Giorgio Rochat e Andrea Curami, Roma, Ufficio Storico Aeronautica, 1993.
- La Divisione Acqui a Cefalonia, settembre 1943, a cura di Giorgio Rochat e Marcello Venturi, Milano, Mursia, 1993.